# Batalla de Ténedos
La batalla de Ténedos va ser una batalla naval que es va lliurar al 86 aC entre les flotes de Roma i Pont. Els romans liderats per Luci Licini Lucul·le, ajudat per l'almirall rodi Damàgores van aconseguir la victòria sobre el general Neoptòlem en el curs de la Primera Guerra Mitridàtica.